# Державинский переулок (Санкт-Петербург)
Держа́винский переулок — переулок в Адмиралтейском районе Санкт-Петербурга. Проходит от набережной реки Фонтанки до 1-й Красноармейской улицы.

## История названия
Проезд в этом месте на набережную реки Фонтанка раньше назывался Тарасов проезд, по имени жившего по адресу 1-я Рота, д. 7-9  купца Тарасова С. А., владельца бань. Домовладельцам Николаю и Сергею Алексеевичам Тарасовым принадлежали также соседний дом № 116 по Фонтанке и Измайловский сад.
Название Тарасов пер. использовалось  с 1890-х годов по 1939 год. Впоследствии 40 лет переулок не имел названия.
Современное название Державинский переулок дано 28 мая 1979 года в честь Г. Р. Державина, русского поэта, который жил в угловом доме 118 по набережной реки Фонтанки в 1791—1816 годах.

## Достопримечательности
- Собор Успения Пресвятой Девы Марии (Санкт-Петербург)
- Балтийский государственный технический университет «Военмех»
- Польский сад
- Санкт-Петербургский государственный молодёжный театр на Фонтанке

- Музей-усадьба Г. Р. Державина (филиал Всероссийского музея А.С. Пушкина).  памятник архитектуры (федеральный)
- Первый проектный институт